# Nathalie Brigaud Ngoum
Nathalie Brigaud Ngoum, née sous le vrai nom complet de Gisele Nathalie Ngoum le 26 avril 1969 à Douala, est une chef cuisinière, autrice de livres de cuisine et blogueuse culinaire d'origine camerounaise. Elle est la fondatrice du blog Envolées gourmandes et autrice du livre Mon Imprécis de cuisine paru en 2019.

## Biographie

### Enfance et débuts
Nathalie Brigaud Ngoum est née au Cameroun. Elle est issue d'une fratrie de 7 enfants. Son père, nommé Ngoum Bodoulè Daniel Célestin, est originaire de Bonabéri, et sa mère, prénommée Eposi Nyake Colette, est originaire de Kake. Elle passe son enfance et son adolescence à Douala au quartier Bonabéri et se passionne très jeune pour la cuisine et l'écriture. Après ses études primaires, elle poursuit ses études secondaires dans un internat de la ville de Douala. Elle obtient un baccalauréat littéraire et s'inscrit en 1989 à l'Université de Yaoundé où elle entame des études en lettres modernes. Après l'obtention de la sa licence en 1992, elle retourne à Douala où elle travaille pendant quelques années. Par la suite, elle décide de quitter le Cameroun pour la France afin d'y poursuivre ses études. Elle obtient une maîtrise, puis un DEA,  en lettres modernes françaises à l'Université de Paris Ouest Nanterre. Elle est également titulaire d'un diplôme d'un mastère spécialisé en marketing et distribution obtenu en 2010 à l'Institut des cadres supérieurs de la vente. Elle travaille pendant plusieurs années comme ingénieur marketing et commercial. 
Après une carrière de cadre dans une grande entreprise en France, elle décide de suivre des études en cuisine afin d'acquérir des compétences techniques. Elle suit une formation à l’école de la rue Médéric. En 2017, elle obtient un CAP option cuisine à l'École Hôtelière de Paris. 

### Carrière
Nathalie Brigaud Ngoum est connue principalement pour son site culinaire envoleesgourmandes.com lancé en 2015 et à travers lequel elle partage des recettes. Elle y prône une cuisine à base de produits africains et promeut l'utilisation de farines faites à base de produits locaux d'Afrique. Elle participe en juillet 2018, au premier festival des cuisines africaines dénommé We eat Africa. Son premier livre intitulé Mon imprécis de cuisine sort en 2019. Le livre remporte le premier prix à la Foire du Livre de  Paris 2019 est est également primé aussi aux Gourmands World Cookbook Awards. 
Nathalie Brigaud Ngoum est également formatrice etdirige une école itinérante, Envolées Gourmandes Academy, à travers laquelle elle forme des professionnels de la pâtisserie. En 2022, elle est nommée ambassadrice du Cameroun par l'organisation mondiale de la gastronomie.
En 2022, elle annonce la sortie de son deuxième livre, qui portera sur la banane plantain.

### Vie privée
Elle est mariée et mère de 2 enfants.

## Œuvres
- Mon imprécis de cuisine. Et si la boulangerie, la pâtisserie et d’autres savoureuses déclinaisons avaient un goût d’Afrique, 2019,130 p.  (ISBN 2956484109)

## Titres, Prix et Récompenses
- 2019: Prix du livre Foire de Paris
- 2020: World Gourmand Award
- 2022 : Ambassadrice Cameroun OMG (Organisation Mondiale de la Gastronomie)